# Iimeru
Iimeru war ein altägyptischer Goldschmied, der während der Regierungszeit des Pharaos Amenemhet III. (12. Dynastie / Mittleres Reich (1818/17–1773/72 (1853–1806/05) v. Chr.)) tätig war.
Iimeru ist heute nur noch durch die Grabstele seines Sohnes Seneb bekannt, die sich im Louvre befindet. Wie weitere Verwandte des Seneb wird er an einem Tisch gezeigt, der mit diversen Totenopfern beladen ist.